# Yntymak
Yntymak (en kirghize : Ынтымак) est un parti politique du Kirghizistan pro-Japarov.
Le parti arrive en troisième position lors des élections législatives de 2021 en remportant 9 sièges.

## Résultats électoraux

### Élections législatives
| Année | Voix    | %     | Élus   | Rang |
| ----- | ------- | ----- | ------ | ---- |
| 2021  | 142 267 | 10,99 | 9 / 90 | 3e   |